# Dorfkirche Cunewalde

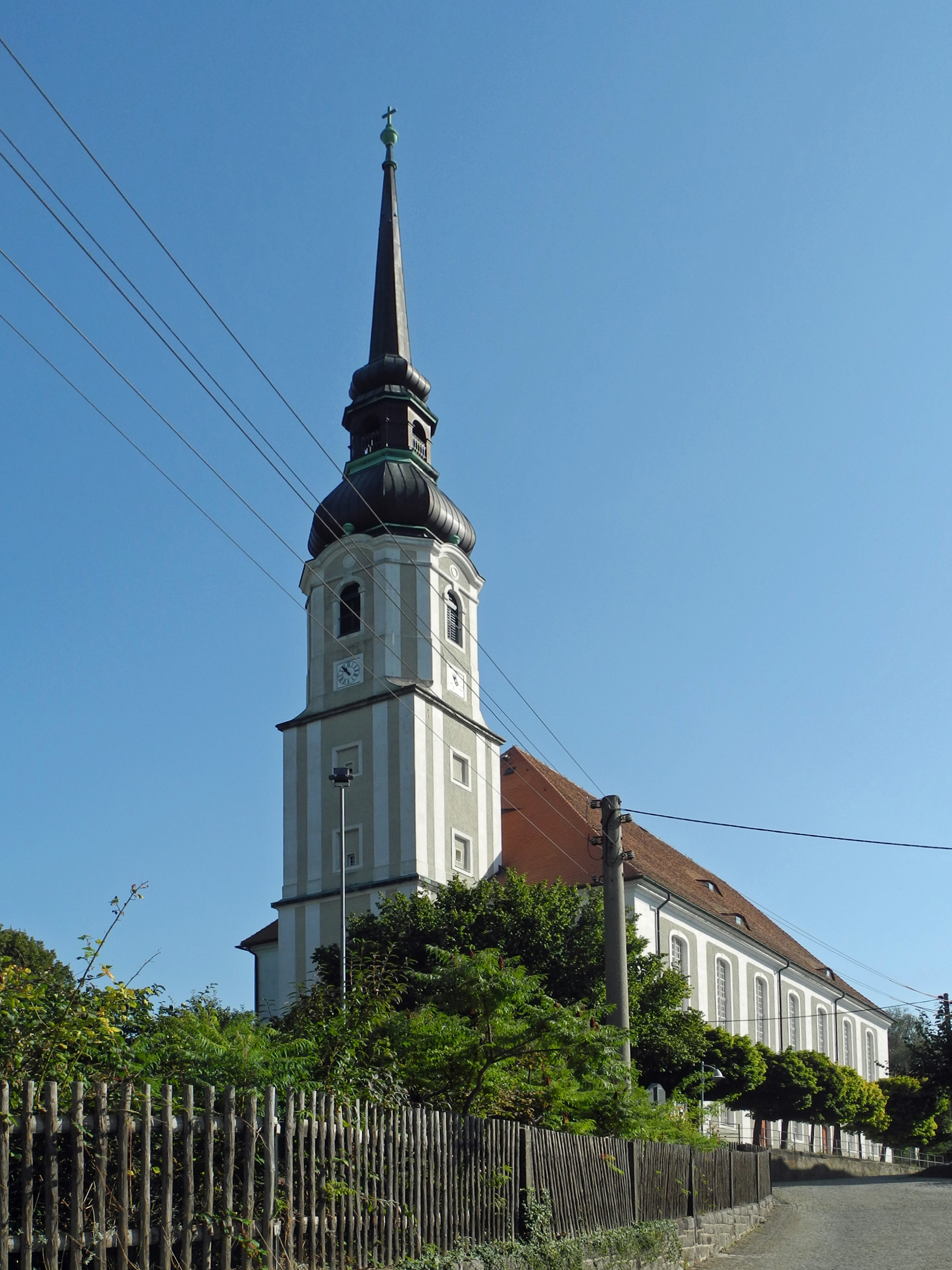
Kirche in Cunewalde

Die Kirche in Cunewalde ist ein barockes Kirchengebäude in Cunewalde im Landkreis Bautzen des Freistaates Sachsen. Die Kirchgemeinde Cunewalde gehört zur Evangelisch-Lutherischen Landeskirche Sachsens. Das Gebäude gilt als die größte Dorfkirche Deutschlands, sie bietet 2632 Sitzplätze.
Die Kirche gehört zur Via Sacra im Dreiländereck „Deutschland-Polen-Tschechien“. Sie steht in einem Tal des Lausitzer Berglands südlich des Czorneboh und nördlich des Bieleboh inmitten des von Umgebindehäusern aus dem 18. und 19. Jahrhundert geprägten Dorfes Cunewalde.

## Geschichte
Bereits 1222 übertrug Bischof Bruno II. von Meißen das Dorf Cunewalde mit allen darin liegenden Pfründen dem Domstift zu Bautzen, zu jener Zeit bestand im Dorf eine erste Kirche. Zwischen dem 14. und dem 19. Jahrhundert hatten viele unterschiedliche Adelsfamilien das Patronat über die Cunewalder Kirche inne, so etwa die von Nostitz, von Polenz, von Ziegler und Klipphausen und von Könneritz. 1588 war das bestehende Kirchengebäude baufällig geworden, am 16. Juli 1633 schlug der Blitz in den Kirchturm ein und richtete weiteren Schaden an. Die seinerzeitige Kirche hatte eine Empore, war innen ausgemalt und ihr war 1640 ein neuer Altar gestiftet worden. Nach dem Dreißigjährigen Krieg stieg die Bevölkerungszahl an und 1693 wurde über der Sakristei ein Chorraum ausgebaut, in dem 1719 eine erste, von Johann Gottlieb Tamitius gebaute Orgel ihren Platz fand.
Nachdem das Kirchenpatronat, die zur Pfarrei gehörenden Adelsherren und die Gemeindevertreter einen Beschluss gefasst hatten, wurde am 5. Januar 1780 der Grundstein für ein neues Kirchengebäude gelegt. Jedoch kam es während der gesamten siebenjährigen Bauzeit zu finanziellen Engpässen, die unter anderem durch Lotterien abgewendet wurden. Erst am 3. Advent 1793 erfolgte, nach Fertigstellung der Inneneinrichtung, die Einweihung der Kirche.

## Architektur

### Baukörper
Die Mauern bilden einen verputzten Bruchsteinbau auf rechteckigem Grundriss. Der gerade Chorschluss im Osten zeigt abgeschrägte Ecken, wobei die Achsen durch farbig hervorgehobene Lisenen getrennt sind. An den Längsseiten des Bauwerks sind die Mauern von hohen Flachbogenfenstern durchbrochen. Das Walmdach besitzt an den Seiten Fledermausgauben.
Der westlich angebaute Kirchturm mit einer Höhe von 62 m ist ebenfalls durch Lisenen gegliedert. Im unteren Geschoss steht der Turm auf quadratischem, im Glockengeschoss auf einem oktogonalen Grundriss, er wird abgeschlossen durch eine Haube mit Laterne, die auf 1887–1893 datiert ist. An der Turm- und der Saalsüdwand befinden sich schlichte Eingangsportale.

### Innenraum

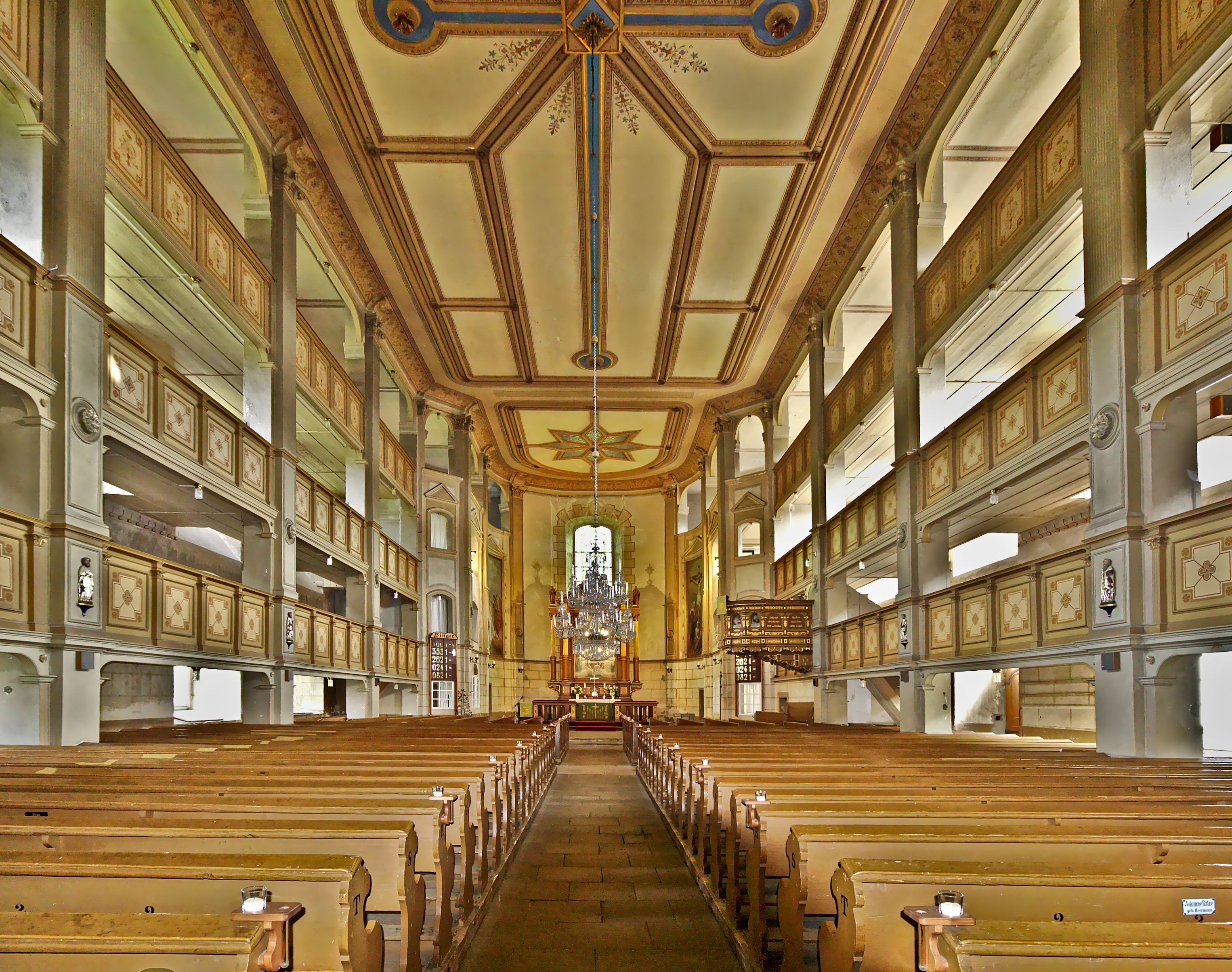
Innenraum, Blick zu Altar und Emporenkanzel

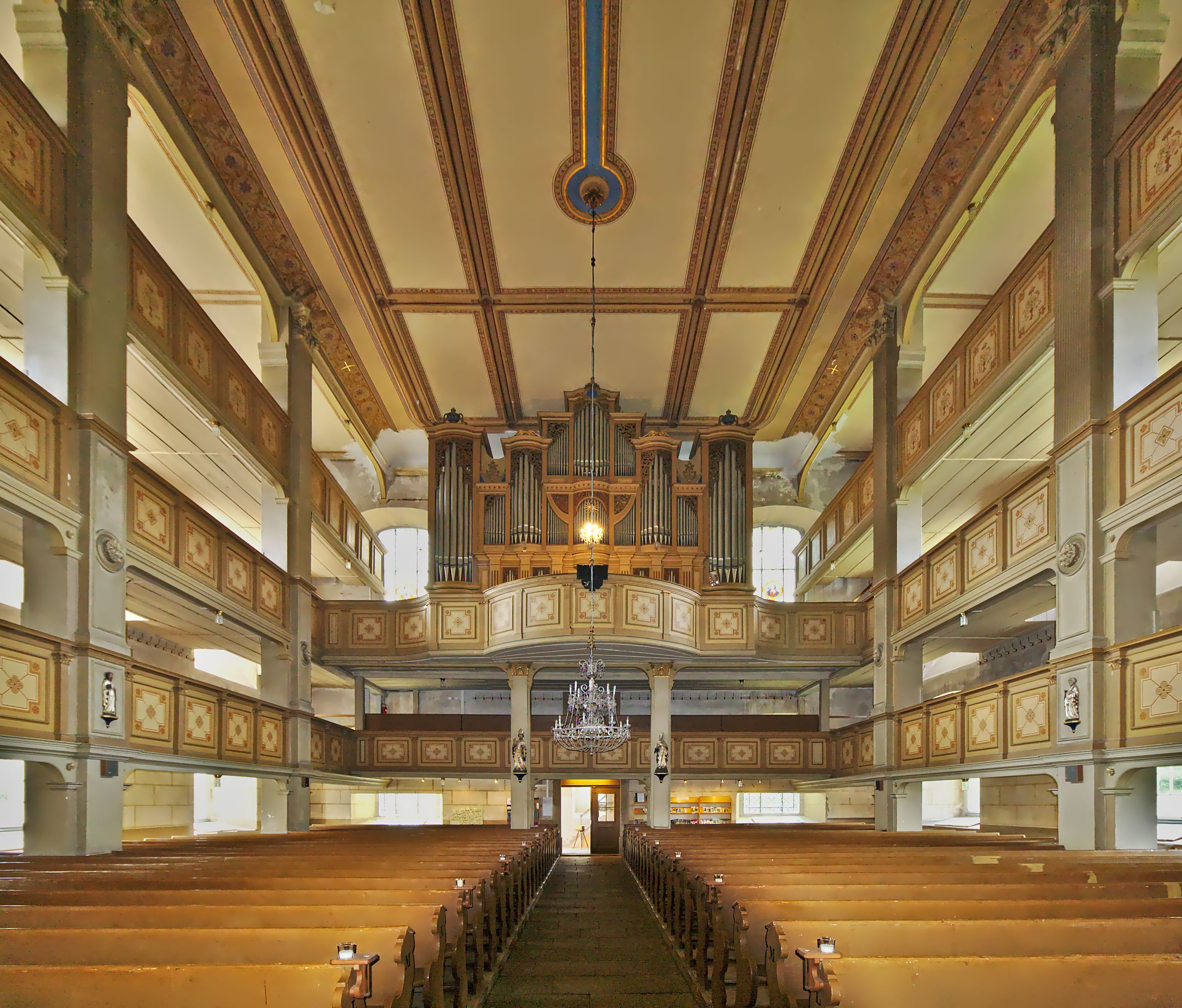
Innenraum, Blick zu Emporen und Orgel

Der Emporensaal ist durch die Veränderungen des 19. Jahrhunderts geprägt, die im Zuge einer Neugestaltung 1887–1893 durch Christian Friedrich Arnold erfolgten. Er zeigt eine mit geometrischen und floralen Ornamenten verzierter Holzdecke. Dreigeschossige Emporen an der Nord- und Südseite nutzen die gesamte Raumhöhe aus. Den Holzpfeilern sind zum Innenraum hin kannelierte, ionische Pilaster vorgeblendet. An der Westseite befindet sich eine einfache Orgelempore. Zwei dreigeschossige, in den Raum vorgezogene Logen scheiden einen halbrund geschlossenen Altarbereich aus, an der Ostwand sieht man zwei Wandgemälde mit einer Darstellung der Jordantaufe und einer der Kreuzigung von Erhard Ludewig Winterstein.
An den Pfeilern der Nord- und Südempore sieht man sechs Apostelfiguren, unter der Orgelempore die Figuren des hl. Nikolaus und der hl. Maria von einem spätgotischen Altar, aus der Zeit um 1450 stammend und 1909 neu gefasst.
Im ersten Obergeschoss der südlichen Loge befindet sich ein Kachelofen aus dem 19. Jahrhundert.

## Ausstattung

### Altar

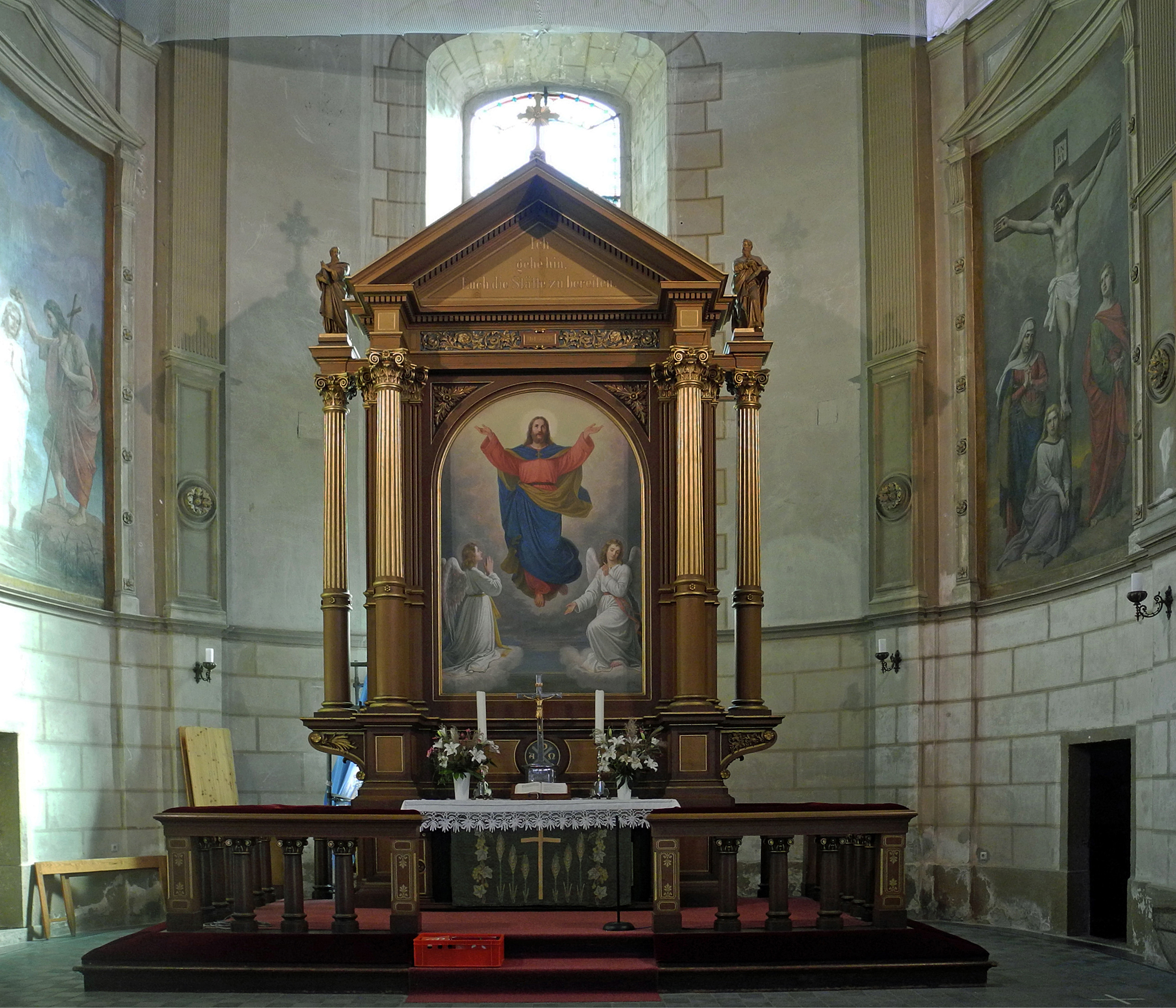
Altarbild Christi Himmelfahrt

Das Altarbild von Karl Gottlob Schönherr stellt Christi Himmelfahrt dar. Darüber befinden sich gekröpftes Gesims und ein Dreieckgiebel, seitlich davon stehen Holzfiguren der Apostel Petrus und Paulus. Der Altar ist im klassizistischen Stil gehalten, der architektonische Aufbau stammt ebenfalls von Christian Friedrich Arnold.

### Taufstein
Große, polygonale Granittaufe in Kelchform aus dem 15. Jahrhundert.

### Kanzel
Die Kanzel mit Beschlagwerkornamentik aus Holz ist dem Vorgängerbau entnommen und von der Empore aus zugänglich. Ihr polygonaler Abschluss ragt weit in den Raum hinaus, auf dem Kanzelkorb befinden sich Ölbilder, Christus und die Evangelisten darstellend, datiert 1656, die 1887 neu gefasst wurden.

### Kronleuchter
Seit 1817 schmücken drei große Kronleuchter aus Böhmischem Kristallglas das Gotteshaus. Ursprünglich waren sie mit Kerzen ausgestattet, diese wurden zur Christnacht 1817 erstmals entzündet. Ebenfalls seit 1817 gibt es dort die Tradition des Lichterzuges an Heilig Abend.

## Orgel

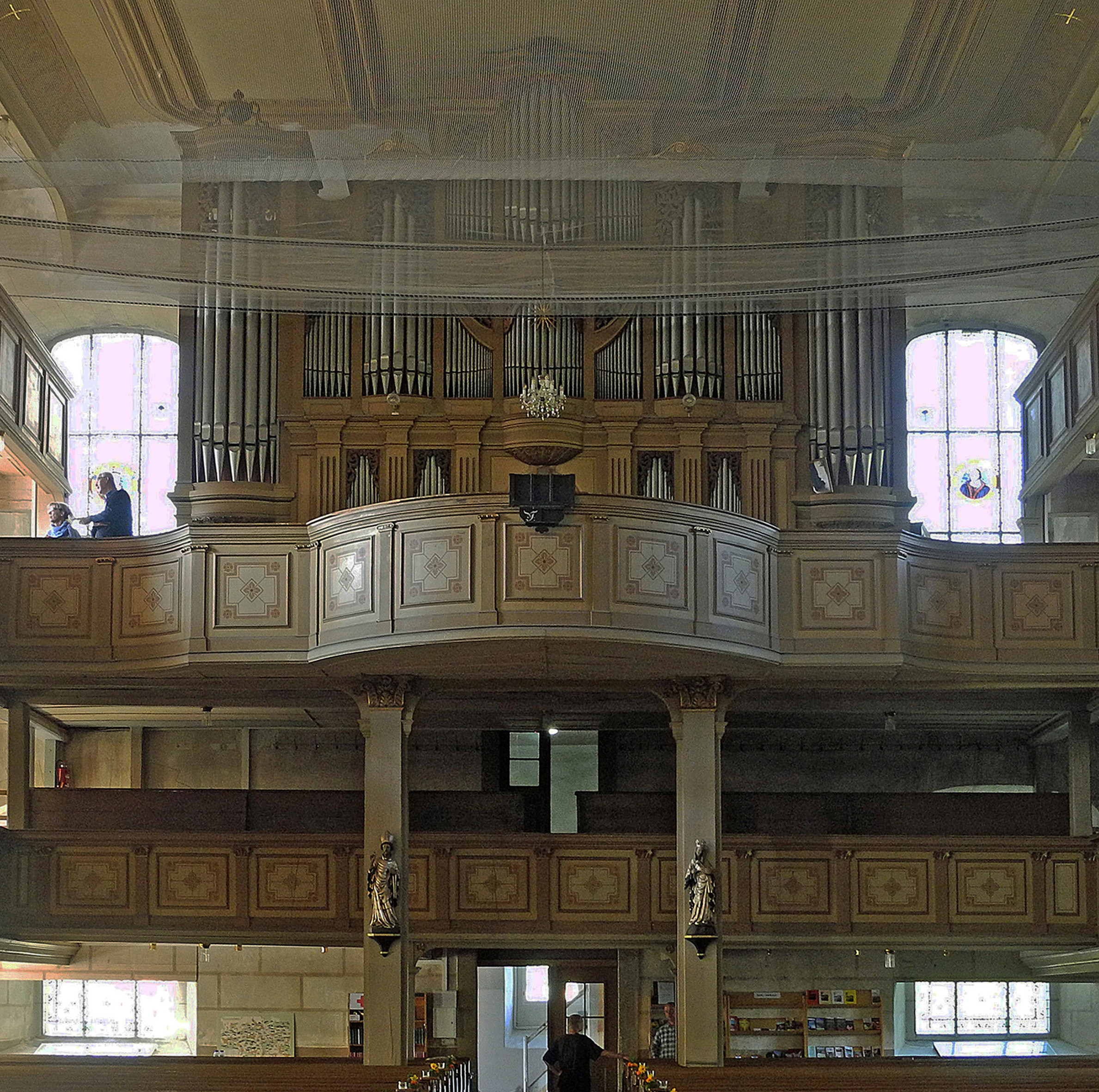
Orgel von Christian Friedrich Reiß

### Geschichte
Die Orgel wurde 1840 von den Orgelbauern Gottfried Müller und Christian Friedrich Reiß (1796–1855) aus Neugersdorf fertiggestellt. Sie umfasst drei Manuale, Pedal, 36 klingende Register und 2229 Pfeifen mit einer mechanischen Traktur.

### Disposition
| I Brustwerk C–f3 |       |
| Holzgedackt      | 8′    |
| Quintadena       | 8′    |
| Prinzipal        | 4′    |
| Gedackt          | 4′    |
| Rohrnasard       | 2 ⁄3′ |
| Waldflöte        | 2′    |
| Sifflöte         | 1′    |
| Zimbel 2fach     |       |

| II Hauptwerk C–f3 |        |
| Prinzipal         | 16′    |
| Prinzipal         | 8′     |
| Gedackt           | 8′     |
| Oktave            | 4′     |
| Salicet           | 4′     |
| Quinte            | 2 ⁄3′  |
| Oktave            | 2′     |
| Blockflöte        | 2′     |
| Terz              | 1 3⁄5′ |
| Mixtur 4fach      |        |
| Zimbel 3fach      |        |

| III Oberwerk C–f3  |     |
| Gedackt            | 16′ |
| Prinzipal          | 8′  |
| Gemshorn           | 8′  |
| Holzflöte          | 8′  |
| Oktave             | 4′  |
| Rohrflöte          | 4′  |
| Rauschquinte 2fach |     |
| Scharf 3fach       |     |
| Krummhorn          | 8′  |

| Pedal C–d1    |     |
| Prinzipalbass | 16′ |
| Subbass       | 16′ |
| Oktavbass     | 8′  |
| Gedacktbass   | 8′  |
| Oktavbass     | 4′  |
| Prinzipalbass | 2′  |
| Posaunenbass  | 16′ |

- Koppeln: III/I, II/I, II/P

## Geläut
Das vorige Geläut bestand seit 1953 aus drei Eisenhartguss-Kirchenglocken mit den Tönen f' -7, as' -1 und h' -4, gegossen von Schilling & Lattermann.
Im Frühjahr 2013 gründete sich der Glockenförderkreis mit 8 Gemeindemitgliedern. Ziel war, zur 222-Jahr-Feier der Kirche im Jahr 2015 ein neues Geläut erklingen zu lassen.
So gibt es seit 2015 ein neues Bronze-Geläut: Die am 17. Juli 2015 in der Kunst- und Glockengießerei Lauchhammer gegossenen Glocken wurden am 20. September 2015 geweiht: 
- Die große Glocke ist die Sterbeglocke. Sie wiegt 955 Kilogramm, hat einen unteren Durchmesser von 1.168 Millimeter und den Schlagton f'. Sie trägt den Schriftzug „Solange die Erde steht, sollen nicht aufhören Saat und Ernte, Frost und Hitze, Sommer und Winter, Tag und Nacht.“

- Die mittlere Glocke ist die Gebetsglocke. Sie wiegt 653 Kilogramm, hat einen unteren Durchmesser von 1.036 Millimeter und den Schlagton g'. Sie trägt den Schriftzug „Ich aber, Herr, hoffe auf dich und spreche: du bist mein Gott! Meine Zeit steht in deinen Händen.“

- Die kleine Glocke ist die Taufglocke. Sie wiegt 499 Kilogramm, hat einen unteren Durchmesser von 922 Millimeter und den Schlagton b'. Sie trägt den Schriftzug „Denn er hat seinen Engeln befohlen, dass sie dich behüten auf allen deinen Wegen.“

Die Kosten für den Glockenguss betrugen rund 47.600 Euro. Die Gesamtkosten betrugen rund 112.000 Euro, davon waren 92.000 Euro Spenden.

## Kirchhof
An der Kirchhofmauer finden sich mehrere Grabsteine, darunter der für Johanna Elisabeth von Riedinger († 1696) mit der Darstellung eines Mädchens in einer Tracht des 17. Jahrhunderts. Zu erwähnen ist ferner das Grufthaus der Familie von Ziegler und Klipphausen, später Polenz, das 1802 errichtet wurde. Es ist ein schlichter Bau mit einem Rundbogenportal aus Sandstein und mit Ecklisenen.

## Geistliche der Kirchgemeinde
In Cunewalde waren seit 1562 diese Pfarrer im Amt:
| - 1562 – Kleinstein (Klemstein), Bartholomäus - 1581 – Dresser, Severin - 1594 – Dresser, Lorenz - 1620 – Gudeborn, Valentin - 1632 – Gaubisch, Melchior - 1651 – Bierling, Georg - 1665 – Crusius, Johann Christoph - 1680 – Vatschild, Georg - 1703 – Schläger, Christoph - 1742 – Kittel, Johann Karl - 1753 – Reinwart, Immanuel Ephraim | - 1778 – Faber, Karl Adolf - 1799 – Rößer, Karl August - 1858 – Wehner, Friedrich Ernst - 1876 – Müller, Friedrich Louis - 1885 – Richter, Ernst - 1894 – Schulze, Friedrich Clemens - 1900 – Mann, Gottlieb *Gustav - 1922 – Bär, Emil Hermann - 1934 – Thieme, *Ernst Leberecht - 1948 – Zeidler, Werner - 1980 – Gross, Heino Günther |

sowie
- ?–2021: Friedemann Wenzel
- 2023: Christoph Schröder[6]

## Konzert- und Kulturstätte
Die Kirche Cunewalde wird auch regelmäßig von Musikern, Chören und Künstlern als Konzert- und Kulturstätte genutzt.